# NGC 2905
NGC 2905 je zvjezdana asocijacija u zviježđu Lavu.

## Vanjske poveznice
- SEDS: NGC 2905